# 白水淡
白水 淡（しろうず あわし、1863年7月21日〈文久3年6月6日〉- 1932年〈昭和7年〉1月25日）は、大日本帝国陸軍軍人。最終階級は陸軍中将。功三級。号・孤峯。

## 経歴
筑前国那珂郡春日村（福岡県筑紫郡春日町大字春日を経て現春日市）で白水喜一の二男として生まれ、1904年（明治37年）1月に分家した。
1971年（明治4年）春日村の浦田塾に入塾。1880年（明治13年）8月、陸軍教導団に入り歩兵科生徒となる。1881年（明治14年）に修業し同年11月、歩兵伍長に任官し熊本鎮台に配属された。1884年（明治17年）陸軍士官学校（旧9期）に入校し、1887年（明治20年）に卒業し同年7月、歩兵少尉に任官し歩兵第7連隊小隊長に就任。1890年（明治23年）11月、陸軍大学校（9期）に入学し、1893年（明治26年）11月に卒業して台湾総督府参謀に就任。日清戦争では歩兵第6旅団副官として出征。第3師団副官、第11師団副官などを歴任。日露戦争では第7師団参謀として出征し、奉天会戦後の1905年（明治38年）7月、歩兵第35連隊長に就任し終戦を迎えた。
以後、1907年（明治40年）10月、歩兵第7連隊長に転じ、同年11月、歩兵大佐に昇進。第9師団参謀長を経て、1912年（大正元年）11月、陸軍少将に進み歩兵第12旅団長に就任。臨時朝鮮派遣隊司令官、朝鮮駐箚軍参謀長を経て、1917年（大正6年）8月、陸軍中将に進み下関要塞司令官に就任。
1919年（大正8年）4月、第12師団司令部付となりシベリア出兵に出征。同年11月、第14師団長に親補されウスリー、ザバイカル線の警備を担当した。1921年（大正10年）6月に後備役に編入された。
1932年1月、病のため死去した。

## 著作
- 遺稿、白水臺藏編『孤峯詩鈔』白水臺藏、1932年。